# 昇仙峡ロープウェイ
昇仙峡ロープウェイ（しょうせんきょうロープウェイ）は、山梨県甲府市にある索道、およびそれを運営する鉄道会社である。昇仙峡と弥三郎岳山頂との間を結ぶ、片道5分の観光路線である。

## 路線データ
仙娥滝駅 - パノラマ台駅
- 全長：1,015m（支柱4本）
- 高低差：300m
- 走行方式：交走式
- 定員：46人
- 運転時分：5分
- 駅数：2駅

## 歴史
- 1964年 - 開業。

昇仙峡ロープウェイは昭和39年（1964年）11月1日に運行開始。
ロープウェイ建設にあたっては昇仙峡までの道が非常に狭く、特に、羅漢寺山（弥三郎岳）頂上まで資材を運ぶことができる道がなく、大型ヘリコプターで資材を運びパノラマ台駅を建設したとされる。

## 接続路線
山梨交通バス
甲府駅から昇仙峡滝上行で終点下車。
なお、昇仙峡側の仙娥滝駅には駐車場・バス発着場が整備されている。

## ギャラリー

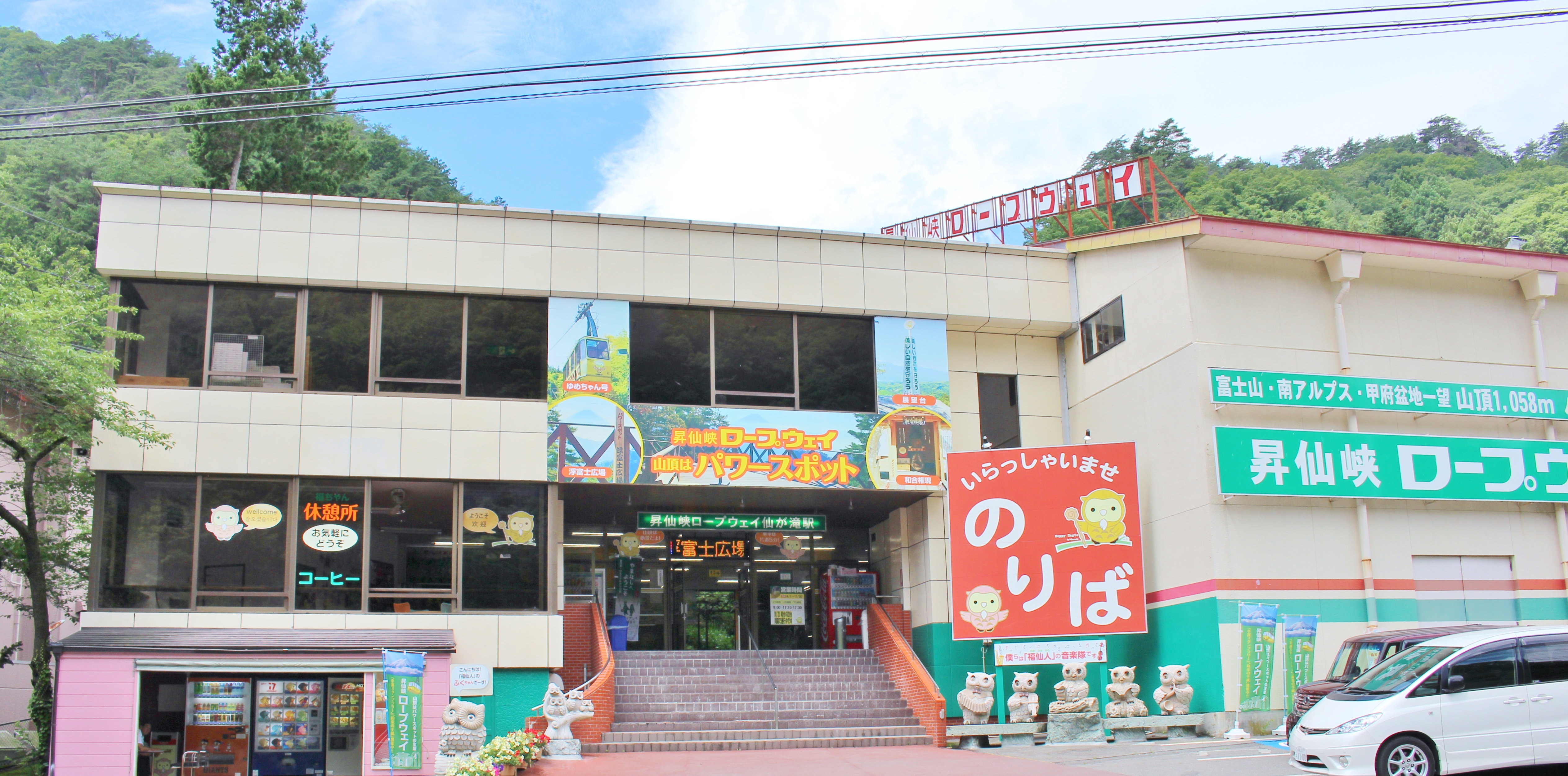
仙娥滝駅外観
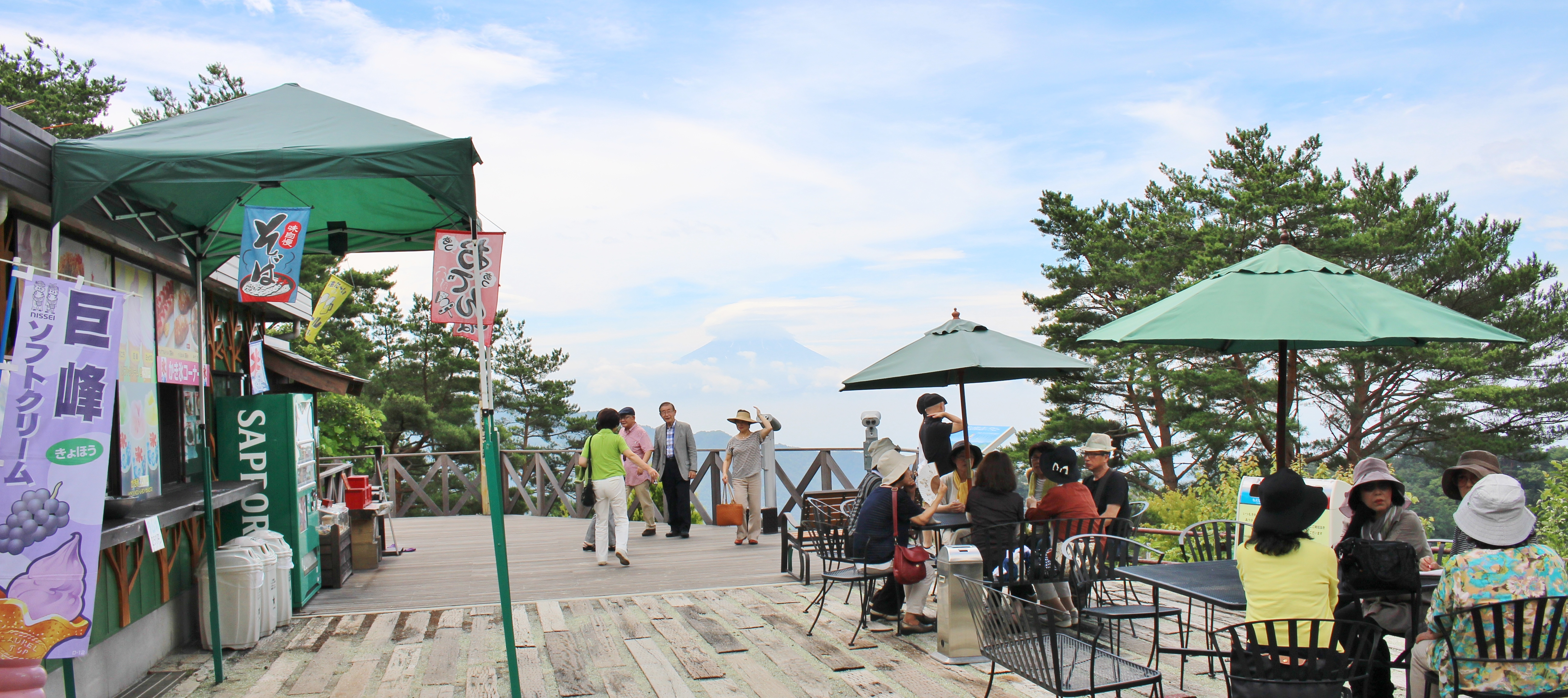
パノラマ台駅
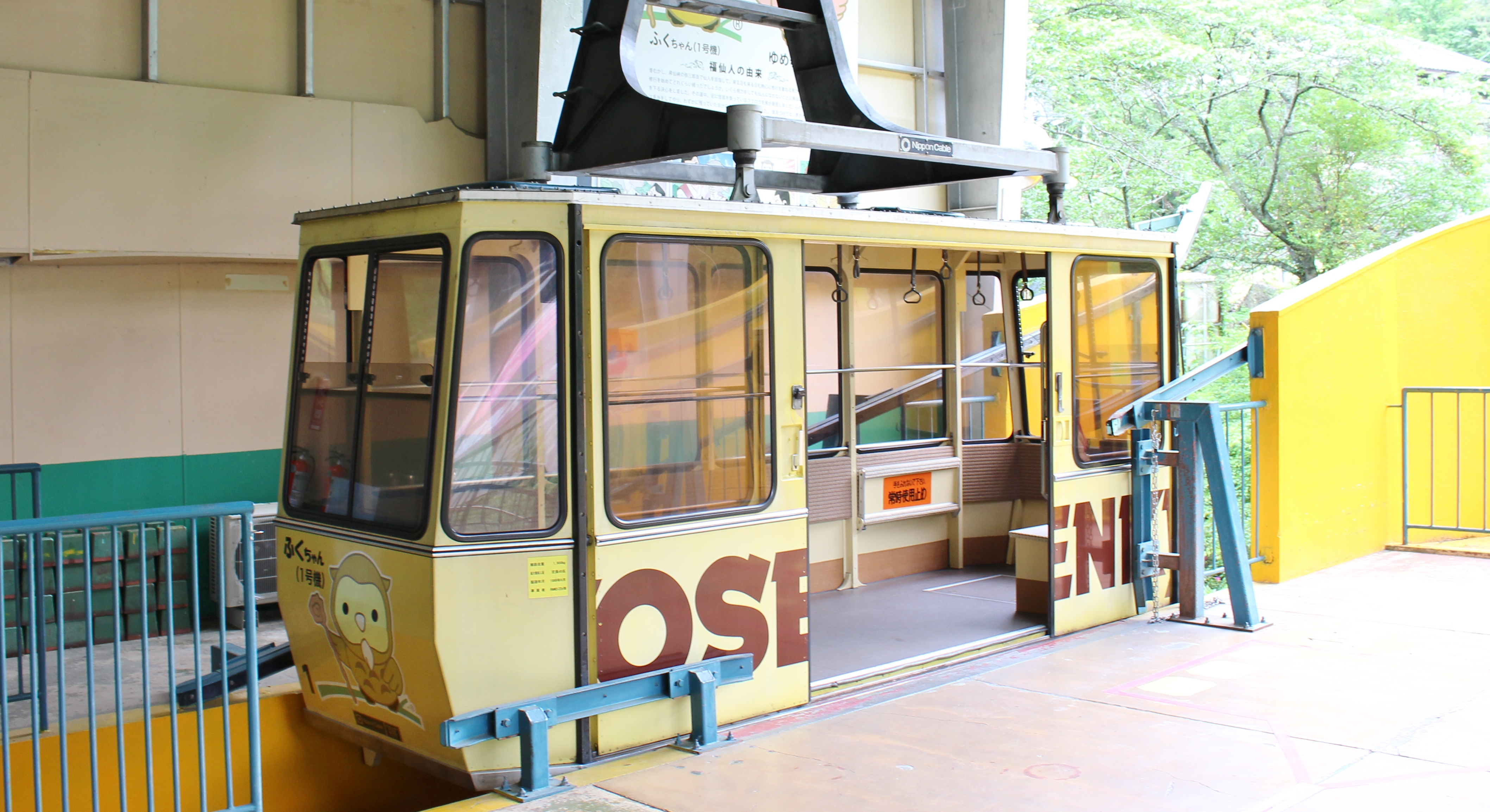
ゴンドラ
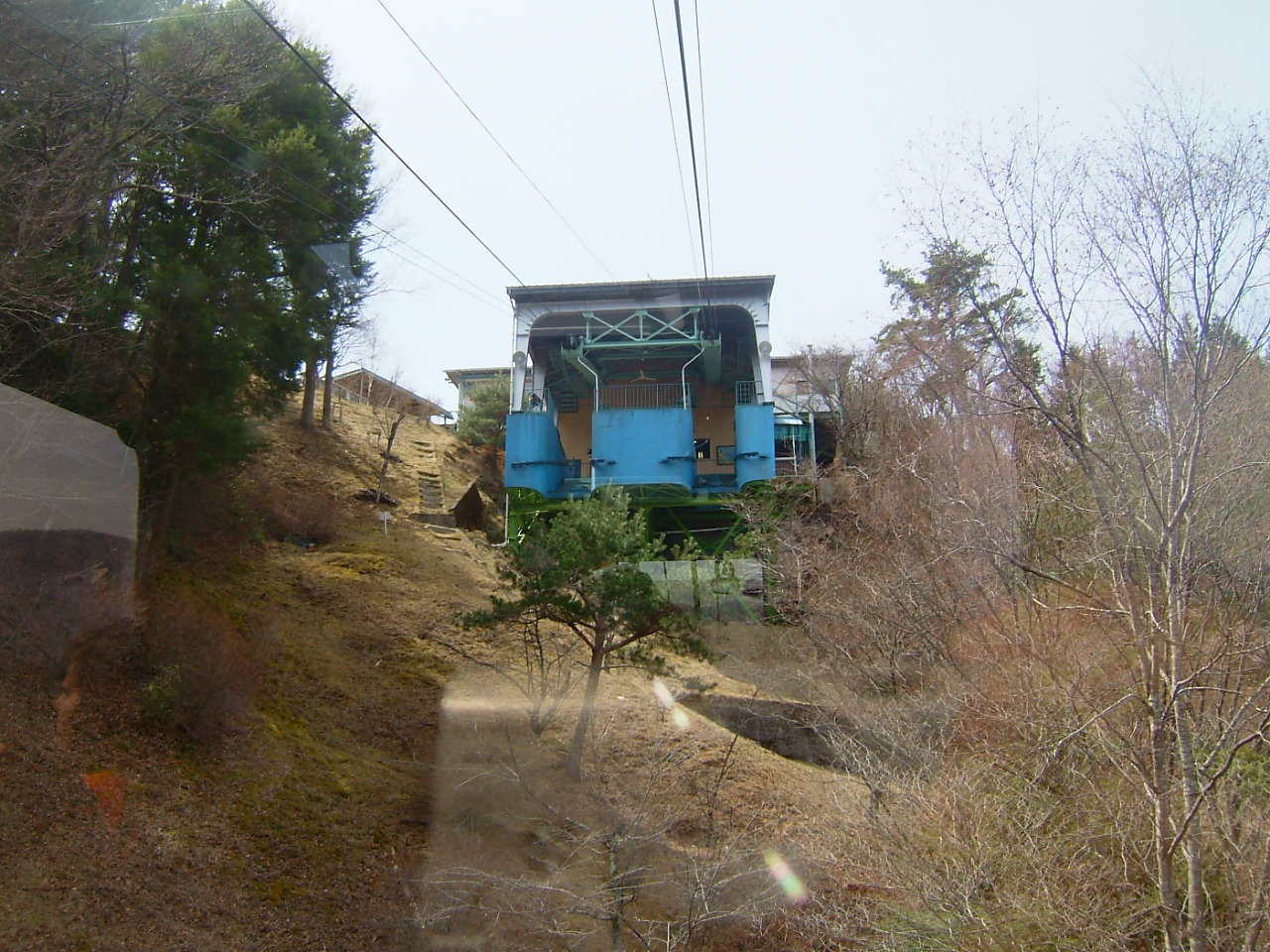
ゴンドラ内からの風景
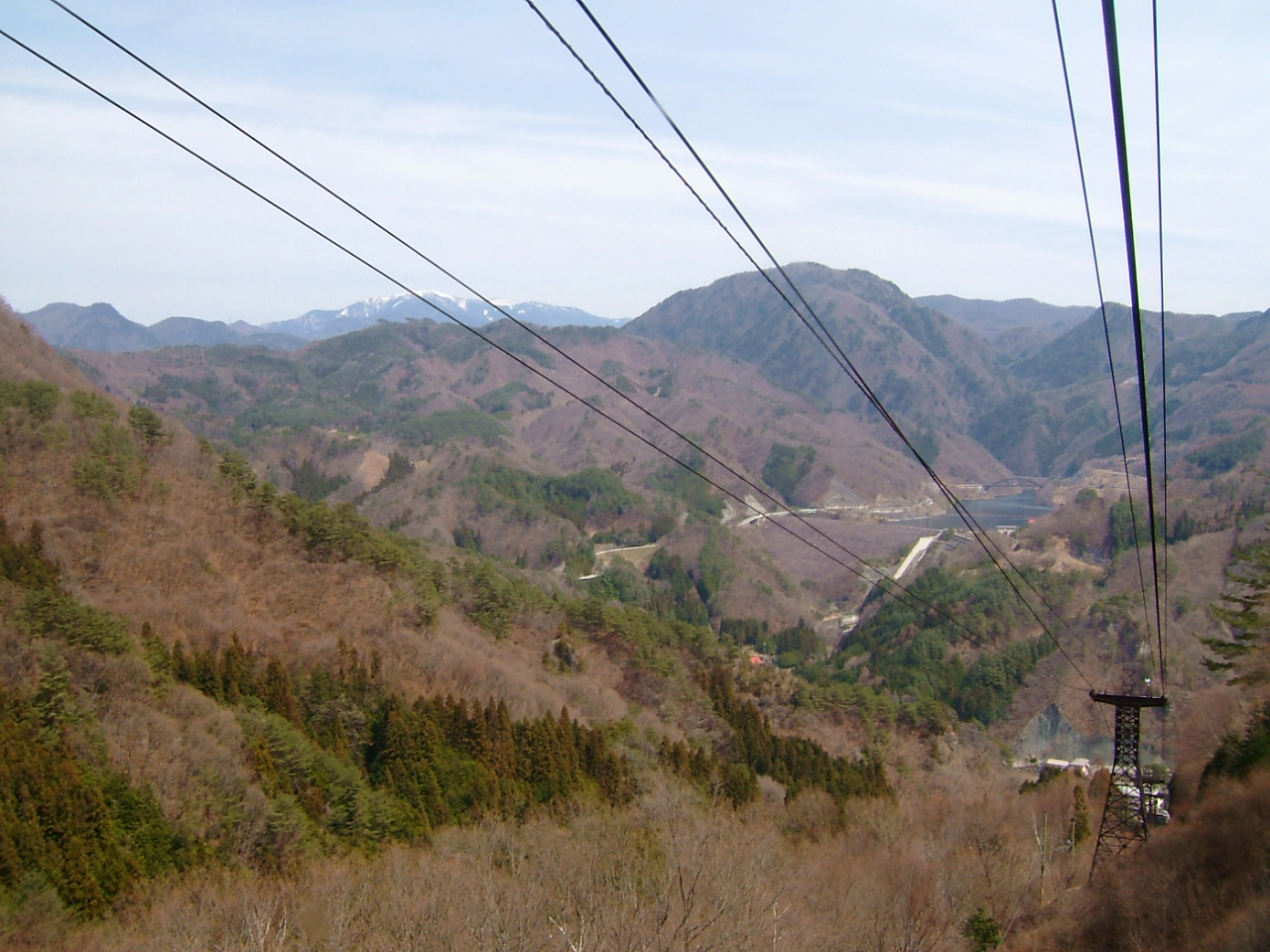
ゴンドラ内からの風景
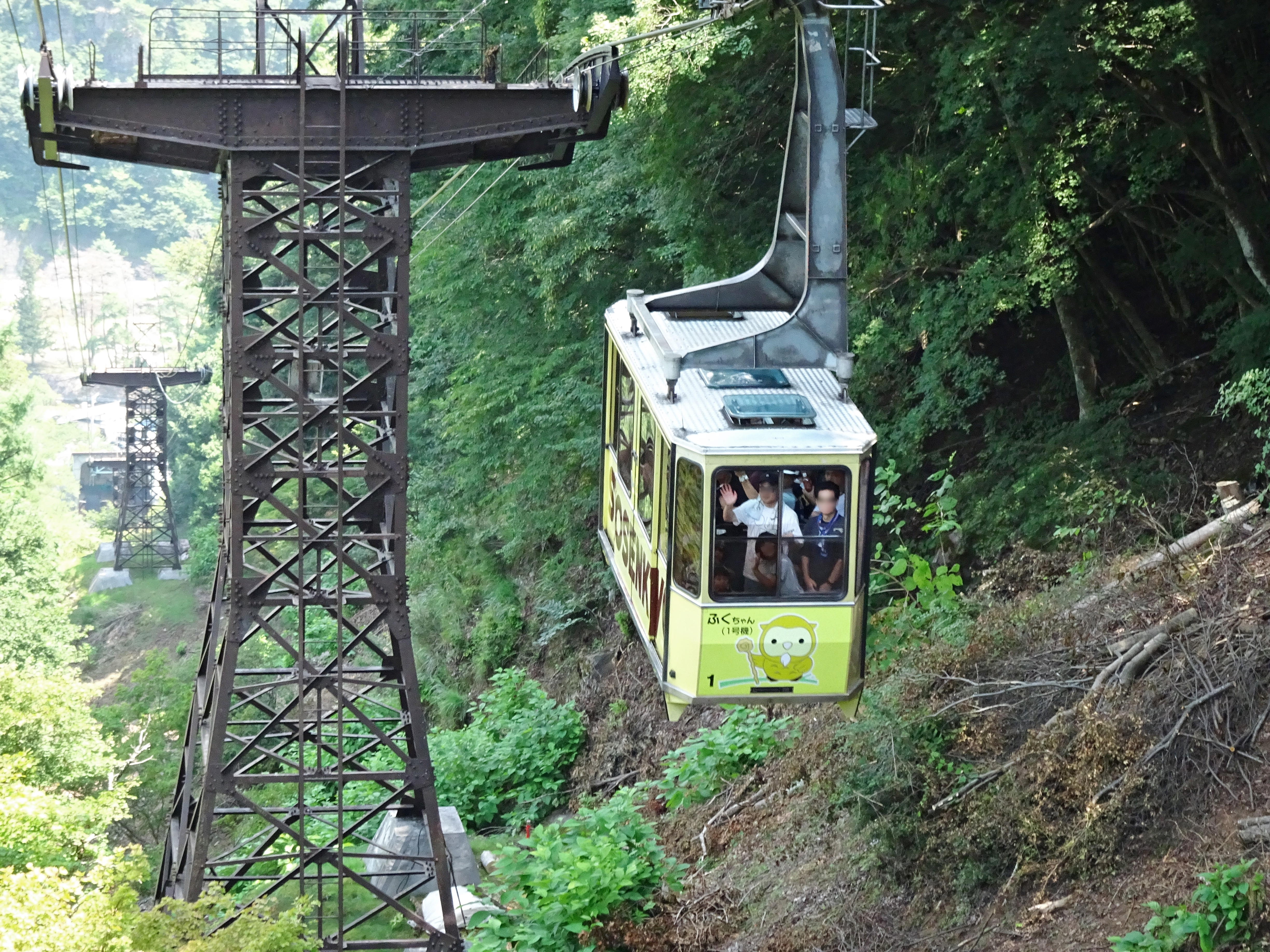
ゴンドラのすれ違い
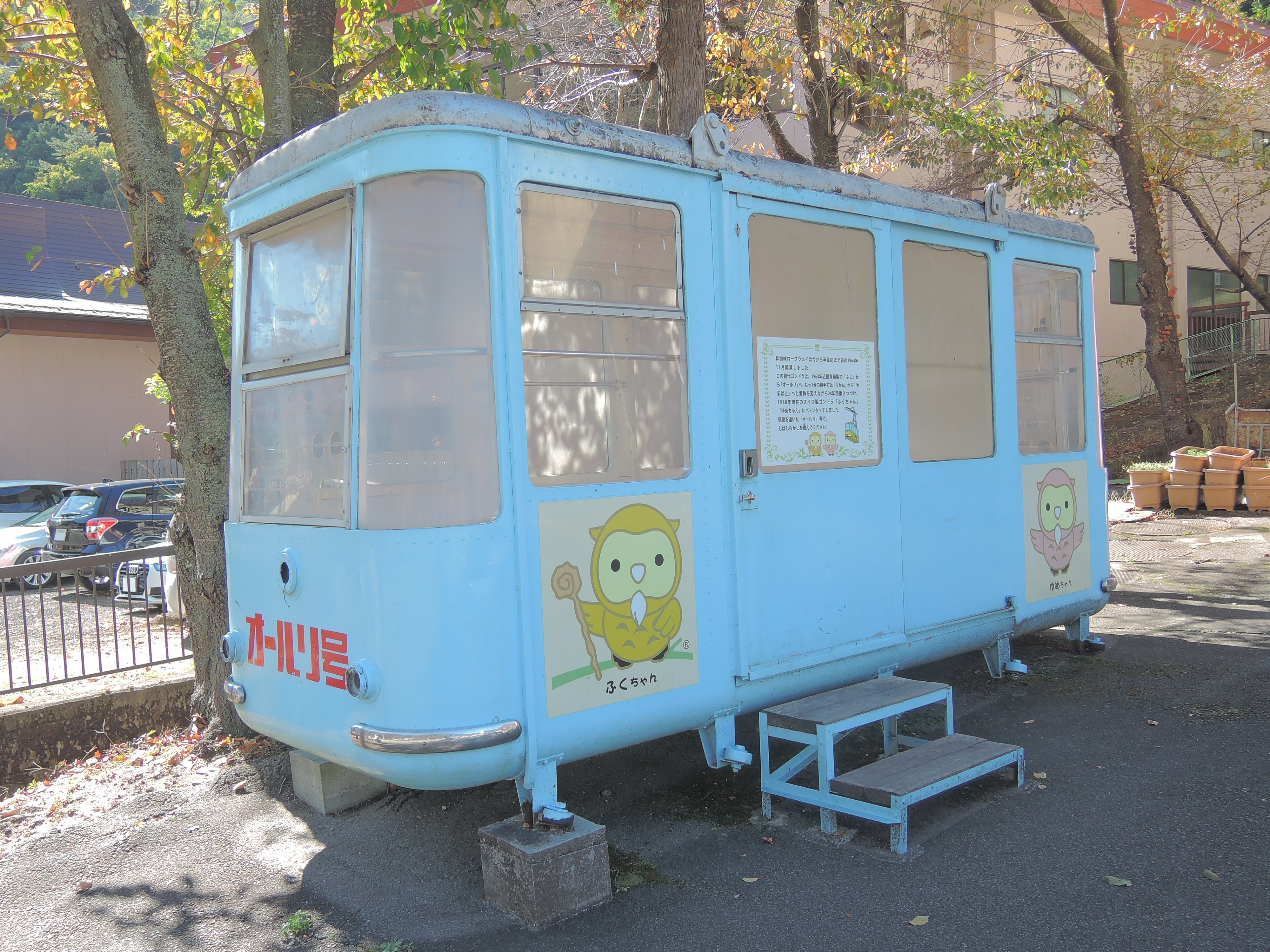
初代ゴンドラ オールリ号
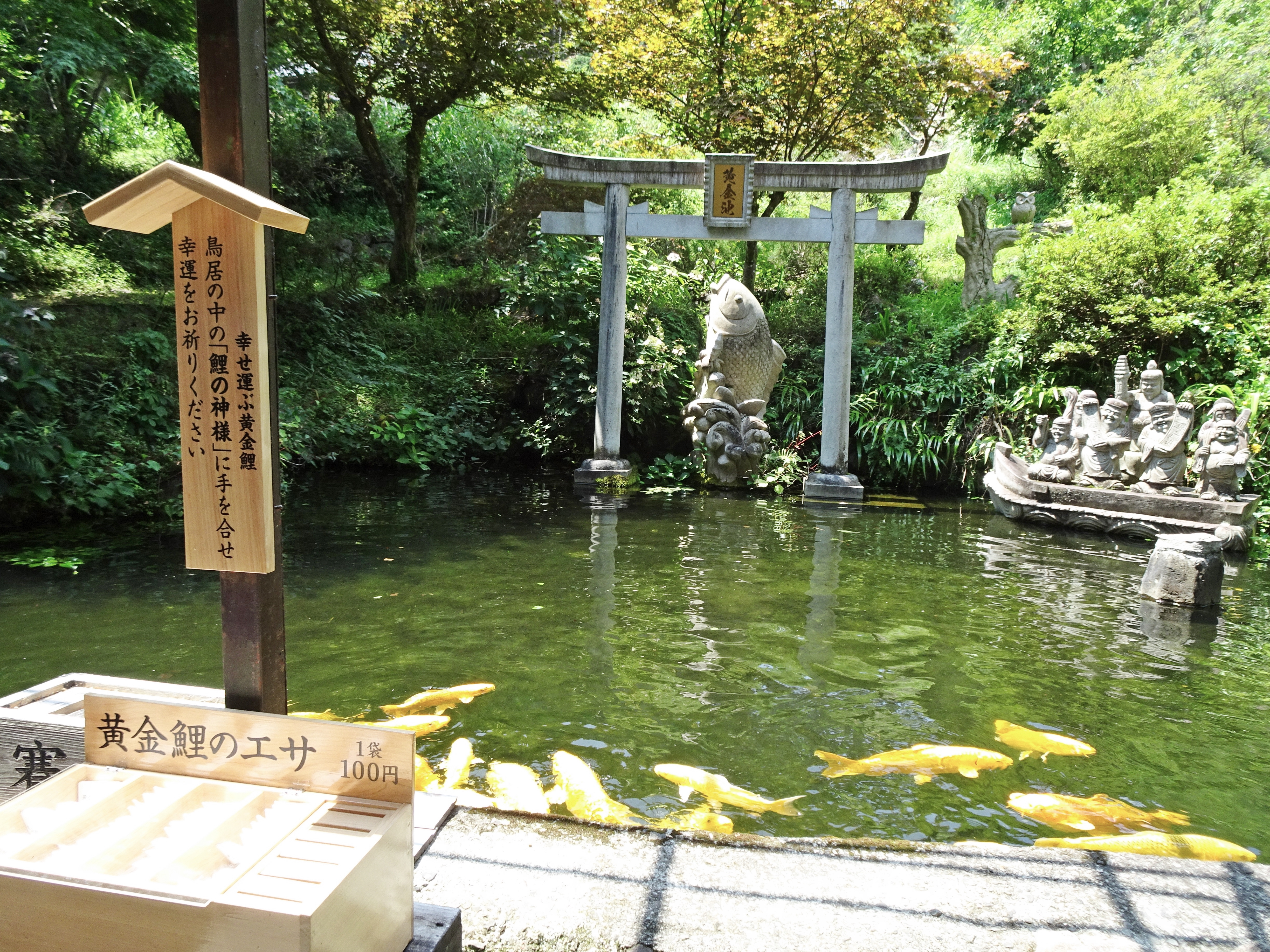
仙娥滝駅に隣接する「黄金池」